# Исак Јерменски
Свети Исак Јерменски (345—439) је хришћански светитељ и архиепископ јерменске цркве.
Рођен је у Цариграду. Био је десети по реду јерменски архиепископ. Управљао је јерменском црквом око педесет година.
Уз подршку сарадника Исак је створио јерменско писмо и започео превод Библије на јерменски језик.
Умро је 439. године.
Православна црква прославља Светог Исака 20. новембра по јулијанском календару.